# Piotr Klimek
Piotr Klimek (* 1973 in Stettin, Polen) ist ein polnischer Musikwissenschaftler, Komponist und Hochschullehrer.

## Leben
Nach dem Abschluss 1992 des Musischen Lyzeums als Kontrabassist  in Stettin studierte er bis 1997 bei Gilius van Bergeijk und Diderik Haakma Wagenaar am Koninklijk Conservatorium Den Haag. Anschließend studierte er Musiktheorie und Komposition bis 1999 bei Grażyna Pstrokońska-Nawratil, Marek Jasiński und Włodzimierz Kotoński an der Ignacy-Jan-Paderewski-Musikakademie Posen und promovierte dort im Jahr 2003 in Komposition zum Doktor.
Seit 1998 lehrt er als Musikdozent an der Universität und der Kunstakademie in Stettin. Im Jahr 2003 war er am Koninklijk Conservatorium Den Haag und 2009 an der Zürcher Hochschule der Künste als Gastprofessor tätig.
Er komponiert Sinfonie-, Chor-, Kammermusik und elektronische Musik sowie Vertonungen für Theater, Kino und Film.

## Kompositionen (Auswahl)
- 1993: Missa Humana für Chor und Orchester
- 1993: Tunnel Trough My Head
- 1994: Back of Simplicity für Klavier
- 1994: Triptychon Archetypos
- 1995: A live Klanginstallation
- 1996: The King of Spades Oper in neun Szenen
- 1997: Kantata o Aniołach (Angels’ Cantata)
- 1997: Vivat sedina für Kinderorchester
- 1997: Das letzte Abendmahl (Ostatnia Wieczerza) Klanginstallation
- 2000: Christmas Delight für Sopran und Cembalo
- 2002: Ventus Solaris für Kinderstimme und Orchester
- 2002: Das Zimmermädchen Klanginstallation in Hamburg und Berlin
- 2003: Computer Musik für zwei Cembali und Orchester

## Diskografie
- 2005: 7 Words. Pentecost Cantata[1]
- 2012: Berühre mich mit Celina Muza[2]

## Ehrungen
- 2003: Kunstpreis der Stadt Stettin
- 2007: Jurypreis Bursztynowy Pierścień
- 2008: Verdienstkreuz der Republik Polen in Bronze[3][4]